# Lek albanese
Il Lek (plurale lekë) è l'unità monetaria dell'Albania.
Il suo codice ISO 4217 è ALL.
Storicamente era suddiviso in 100 qindarka, ma questa suddivisione di fatto non esiste più. È stato introdotto nel 1926, durante il regno di Ahmet Zogu. Il suo nome deriva dall'abbreviazione popolare di Alessandro il Grande, Leka i Madh.

## Monete
Le monete in circolazione hanno sulla parte frontale il valore tra rami di ulivo. Nel retro ci sono invece vari disegni con l'iscrizione Republika e Shqipërisë (Repubblica di Albania) e l'anno di coniazione.
| Emissioni regolari (1995–oggi) | Emissioni regolari (1995–oggi) | Emissioni regolari (1995–oggi) | Emissioni regolari (1995–oggi) | Emissioni regolari (1995–oggi) | Emissioni regolari (1995–oggi)        | Emissioni regolari (1995–oggi) | Emissioni regolari (1995–oggi)      | Emissioni regolari (1995–oggi)                               | Emissioni regolari (1995–oggi) |
| Immagine                       | Immagine                       | Valore                         | Parametri tecnici              | Parametri tecnici              | Parametri tecnici                     | Descrizione                    | Descrizione                         | Descrizione                                                  | Data di prima coniazione       |
| Dritto                         | Rovescio                       | Valore                         | Diametro                       | Massa                          | Composizione                          | Bordo                          | Dritto                              | Rovescio                                                     | Data di prima coniazione       |
| ------------------------------ | ------------------------------ | ------------------------------ | ------------------------------ | ------------------------------ | ------------------------------------- | ------------------------------ | ----------------------------------- | ------------------------------------------------------------ | ------------------------------ |
| senza cornice                  |                                | 1 lek                          | 18 mm                          | 3 g                            | Cu Zn5                                | liscio                         | Valore, rami che formano una corona | Pellicano, "Republika e Shqipërisë", anno                    | 1º gennaio 1997                |
|                                |                                | 5 lekë                         | 20 mm                          | 3 g                            | Fe Ni6 Sr                             | liscio                         | Valore, rami che formano una corona | Aquila della bandiera albanese Republika e Shqipërisë", anno | 1º gennaio 1997                |
| senza cornice                  |                                | 10 Lekë                        | 21,25 mm                       | 3,6 g                          | Cu Al6 Ni2                            | rigato                         | Valore, rami che formano una corona | Castello di Berat, "Republika e Shqipërisë", anno            | 1º gennaio 1997                |
|                                |                                | 20 Lekë                        | 22,5 mm                        | 5 g                            | Cu Al6 Ni2                            | rigato                         | Valore, rami che formano una corona | Nave dei Liburni,"Republika e Shqipërisë", anno              | 1º gennaio 1997                |
|                                |                                | 50 Lekë                        | 24,25 mm                       | 5,5 g                          | Cu75 Ni25                             | rigato                         | Valore, rami che formano una corona | Re illirico Genzio, "Republika e Shqipërisë", anno           | 1º gennaio 1997                |
|                                |                                | 100 Lekë                       | 24,75 mm                       | 6,7 g                          | Cu Ni25 (anello), Cu Al6 Ni2 (centro) | rigato                         | Valore, rami che formano una corona | Regina illirica Teuta, "Republika e Shqipërisë", anno        | 1º settembre 2000              |

## Banconote
Le banconote in circolazione hanno in generale un personaggio sul fronte e un luogo sul retro:
| Serie 1996 | Serie 1996 | Serie 1996 | Serie 1996      | Serie 1996        | Serie 1996       | Serie 1996                    | Serie 1996                          |
| Immagine   | Immagine   | Valore     | Dimensioni (mm) | Colore            | Data emissione   | Descrizione                   | Descrizione                         |
| Fronte     | Retro      | Valore     | Dimensioni (mm) | Colore            | Data emissione   | Fronte                        | Retro                               |
| ---------- | ---------- | ---------- | --------------- | ----------------- | ---------------- | ----------------------------- | ----------------------------------- |
|            |            | 200 lekë   | 138 × 69        | Marrone in Giallo | 11 luglio 1997   | Naim Frashëri                 | Casa natale di N. Frashëri          |
|            |            | 500 lekë   | 145 × 69        | Blu               | 11 luglio 1997   | Ismail Qemali                 | Palazzo dell'indipendenza di Valona |
|            |            | 1000 lekë  | 152 × 72        | Verde             | 11 luglio 1997   | Pjetër Bogdani                | Chiesa cattolica di Vau i Dejës     |
|            |            | 2000 lekë  | 155 x 72        | Viola             | 29 dicembre 1998 | Re Genzio con l'elmo illirico | Anfiteatro di Butrinto              |
|            |            | 5000 lekë  | 160 × 72        | Marrone in Giallo | 1º gennaio 1999  | Giorgio Castriota Skanderbeg  | Castello di Croia                   |

### Serie 2019-2022
La Banca d'Albania nel 2019 ha presentato una nuova serie di banconote, con gli stessi temi sia sul lato anteriore che su quello posteriore delle banconote precedenti, caratteristiche di sicurezza migliorate e un cambio di materiale per la banconota da 200 lekë, ora emessa come banconota polimerica. Questa serie ha anche introdotto una nuova banconota da 10.000 lekë, la banconota di più alto valore emessa per la circolazione generale. 
| Serie 2019-2022 | Serie 2019-2022 | Serie 2019-2022 | Serie 2019-2022 | Serie 2019-2022 | Serie 2019-2022   | Serie 2019-2022                                    | Serie 2019-2022                                                                                      |
| Immagine        | Immagine        | Valore          | Dimensioni (mm) | Colore          | Data emissione    | Descrizione                                        | Descrizione                                                                                          |
| Fronte          | Retro           | Valore          | Dimensioni (mm) | Colore          | Data emissione    | Fronte                                             | Retro                                                                                                |
| --------------- | --------------- | --------------- | --------------- | --------------- | ----------------- | -------------------------------------------------- | --- |
|                 |                 | 200 lekë        | 125 × 65        | Marrone         | 30 settembre 2019 | Naim Frashëri                                      | Casa natale di N. Frashëri                                                                           |
|                 |                 | 500 lekë        | 132 × 69        | Blu             | 17 gennaio 2022   | Ismail Qemali                                      | Palazzo dell'indipendenza di Valona                                                                  |
|                 |                 | 1000 lekë       | 139 × 69        | Verde           | 30 giugno 2021    | Pjetër Bogdani                                     | Chiesa cattolica di Vau i Dejës                                                                      |
|                 |                 | 2000 lekë       | 146 × 72        | Viola           | 17 gennaio 2022   | Re Genzio con l'elmo illirico                      | Elementi dell'antica architettura illirica (Anfiteatro di Butrinto) , così come il fiore di Gentiana |
|                 |                 | 5000 lekë       | 153 × 72        | Giallo          | 30 settembre 2019 | Giorgio Castriota Skanderbeg                       | Castello di Kruja, l'elmo di Skanderbeg e statua di lui a cavallo                                    |
|                 |                 | 10.000 lekë     | 160 × 72        | Rosso           | 30 giugno 2021    | Aleksander Stavre Drenova, conosciuto come Asdreni | Bandiera e un verso dell'inno Albanese                                                               |